# Torrtoalett

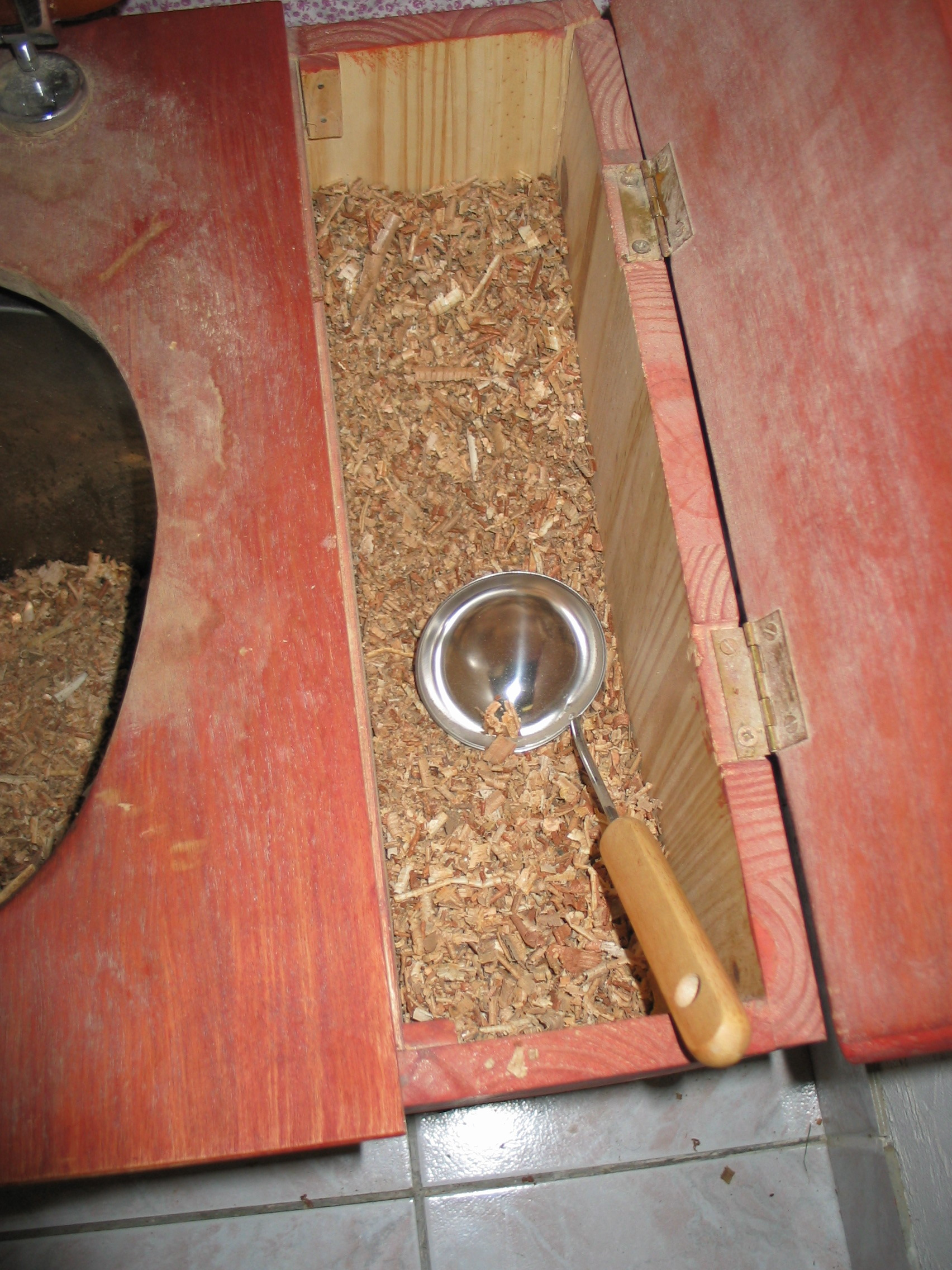
Torrtoalett.

Torrtoaletten är en toalett som till skillnad från vattentoaletten inte använder vattenspolning. Den används främst i områden och hus utan avlopp. Även i områden med vattenbrist kan torrtoaletter fylla en funktion. Torrtoalett kan ses som en miljövänlig avfallshantering.
Det finns olika varianter av torrtoaletter. 
- Mellanlagringstoalett kännetecknas av att latrinet sparas i en mellanlagringstank för att sedan pumpas vidare till avlopp eller andra tankar för latrinkompostering. Ingen avskiljning sker av varken urin eller toalettpapper. Toaletten är vattenbesparande (ca en deciliter vatten per användning).

- Mulltoalett, ofta benämnd mulltoa och även kallad "liten biologisk toalett", är en torrtoalett där avfallet samlas i en behållare under toaletten och bryts ned av mikroorganismer. Avfallet omvandlas därigenom till kompost, som kan användas som gödningsmedel. Avfallet rörs om manuellt eller mekaniskt för att påskynda nedbrytningen.

- Multrum eller ”stor biologisk toalett” har en större behållare, där även annat komposterbart avfall kan deponeras. En speciell typ av multrum är en torrtoalett för långtidskompostering, där det fasta krymper dramatiskt och kan lämnas kvar i processen i upp till 40 år vilket väsentligen isolerar sjukdomsalstrande organismer. Vätskan, som kommer från urin, kan filtreras i botten av komposteringstanken för att bli lukt- och bakteriefri. Den bör därefter samlas upp och spridas över en större yta för att inte mätta markens jonbytarkapacitet och påverka grundvatten. På så sätt slipper man urinseparering i toalettstolen.

- Urinseparerande torrtoaletter skiljer "vått" från "torrt". Urinen kan med fördel användas som gödsel och fekalierna komposteras. Eftersom urin och fekalier aldrig blandas uppstår ingen jäsning och därmed inte heller någon latrinstank.

- Frystoalett är torrtoalett som fryser innehållet. Innehållet är i biopåsen, som man kan kasta till kompost. Den är lukt- och bakteriefri. Frystoalett behöver inte heller ventilation eller kemikalier.

- Förbränningstoalett bränner avfallet till aska med hjälp av el eller gasol. Den enda restprodukten är ren aska.

- Kemisk toalett där avfallet blandas med antiseptiska kemikalier, för att förhindra lukt och infektionsspridning.

- Hybridtoalett där avfallet spolas bort med vatten till en behållare för biologisk nedbrytning.